# Chris Ackermann
Chrisman Joel Ackermann est un ancien arbitre international de rugby à XV.

## Carrière d'arbitre
Il arbitre son premier match international le 5 septembre 1953 à l'occasion d'un match opposant les Springboks aux Australiens lors d'une tournée australienne en Afrique du Sud. Il arbitre un autre test match de cette tournée. Il officie également pour une rencontre entre les Springboks et les Lions britanniques en 1955 et enfin il dirige les Français dans un match historique pour les Bleus le 16 août 1958.